# Scleronotus anthribiformis
Scleronotus anthribiformis là một loài bọ cánh cứng trong họ Cerambycidae.